# Ігор Швець
Ігор Шве́ць (нар.1959 р., село Мілієво, Вижницького району, Чернівецької області, Буковина) — митрофорний протоієрей.

## Життєпис
Народився у сім'ї священика Федора Швеця, рідний брат єпископа Іоана (Швеця).
У 1983 році з відзнакою закінчив Одеську духовну семінарію, в 1990-му — Московську духовну академію.
У 1983 році, на останньому курсі навчання в Одеській духовній семінарії, після одруження, був висвячений на диякона, а пізніше на священика.
Після закінчення ОДС направлений до Львівсько-Тернопільської єпархії, де на початку 90-х років із парафіянами збудував два храми в селах Мшана і Бартатів, Городоцького району, Львівської області.
У 1990 році запрошений на викладання у Львівську духовну семінарію УАПЦ.
У 1995 році, на запрошення патріарха Володимира (Романюка), переїхав з сім'єю до Києва для викладання у Київській духовній академії і семінарії зі служінням у селищі Буча.
З 1996  по 1998 рр., на запрошення православного архієпископа Патріка Де Траля,  із групою студентів КДА був у Німеччині з науково-освітньою місією.
З 1998 по 2000 рр. служив у місті Самборі в храмі Успіння Пресвятої Богородиці.
У 2000 році, на запрошення Митрополита Даниїла (Чокалюка), призначений ректором Рівненського духовного училища, реорганізованого  у Рівненську духовну семінарію, а в 2005 році - в Рівненський православний богословський інститут.
У 2001р. захистив дисертацію на здобуття наукового ступеня кандидата богослів'я  (кафедрі церковної історії) на тему: «Діяльність українських православних місіонерів у XVIII ст.».
У 2008 р., на запрошення  митрополита Луцького і Волинського Михаїла, Священним Синодом УПЦ-КП  призначений ректором Волинської духовної семінарії.
З 2008 по 2010 рр. прот. Ігор Швець провів кадрові перестановки, запрошуючи в семінарію викладачів з кандидатськими і докторськими науковими ступенями.
13 травня 2011 року, після напруженої праці усього колективу, Волинській духовній семінарії присвоєно статус академії.
У жовтні 2012 р., за благословенням митрополита Луцького і Волинського Михаїла (Зінкевича), при Волинській православній богословській академії УПЦ-КП було почато створення «Наукового інституту дослідів Волині», головою якого був призначений Володимир Борщевич, та про його заснування офіційно було оголошено на актовий день у ВПБА 23 жовтня 2012 року ректором прот. Ігорем Швецем .
За благословенням на затвердження такого інституту владика Михаїл не звертався до Голови учбового комітету на чолі з єпископом Епіфанієм (Думенком), а звернувся одразу до патріарха Філарета, порушивши церковну субординацію. Тому у дозволі було відмовлено з таким формулюванням Священного Синоду УПЦ-КП від 13 грудня 2012 року: "Порушене Вченою Радою ВПБА питання про створення інституту, як таке, вирішення якого перевищує владу єпархіального архієрея, слід було направити для вивчення до вказаного Синодального (учбового) управління. Враховуючи, що Волинська православна богословська академія лише нещодавно була реорганізована з Волинської духовної семінарії, вважати недоцільним створення при ній будь-яких нових навчальних чи науково-дослідних структур".»..
У 2014 році отець Ігор Швець за власним бажанням звільнений із ВПБА.
У 2015 році, на запрошення Архієпископа Іова Гечі, перейшовши в юрисдикцію Константинопольського Патріархату, переїхав із сім’єю до Франції і служив в передмісті Парижу у храмі Христа Спасителя в Аньєр-сюр-Сен.
Після переведення владики Іова в іншу єпархію, за його сприянням і з благословення нині покійного митрополита Геннадія, у 2017 році о. Ігор продовжив своє служіння на півдні Італії на парафіях Джоя-Тауро, Вібо-Валентія, Ламеція-Терме. На даний момент перебуває у підпорядкуванні Полікарпа, митрополита Італії, екзарха південної Європи Константинопольського Патріархату.